# Saint-Marcelin-de-Cray
 Saint-Marcelin-de-Cray  es una población y comuna francesa, en la región de Borgoña, departamento de Saona y Loira, en el distrito de Charolles y cantón de La Guiche.

## Demografía
| 242 | 206 | 178 | 160 | 164 | 140 |
| Para los censos de 1962 a 1999 la población legal corresponde a la población sin duplicidades (Fuente: INSEE [Consultar]) |     |     |     |     |     |